# Bloodpit
Bloodpit – fińska grupa muzyczna, grająca rock. Została założona w Tampere, w roku 1994 przez wokalistę Matthau Mikojana (Matti Mikkonen) oraz gitarzystę Paavo Pekkonena (przed rokiem 1998 zespół nazywał się "RIP" i "Turmio"). W 2005 wydali swój pierwszy album - Mental Circus, następnie takie sigle jak "Platitude", "Bad-Ass Blues", i "Wise Men Don't Cry". Drugi album Off the Hook pojawił się na rynku w 2007 roku. Singel "Platitude" znalazł się na ścieżce dźwiękowej do gry NHL 07.

## Skład
- Annti Ravin - wokal
- Alarik Valamo - perkusja
- Paavo Pekkonen - gitara
- Aleksi Keränen - gitara basowa i chórek

### Poprzedni członkowie zespołu
- Matthau Mikojan - gitara i wokal (1998-2007)
- Janne Kolehmainen - gitara basowa (1998–2000)
- Arnold T. Kumputie - perkusja (1999–2002)
- Sir Christus - gitara basowa (2000–2002)
- Paspartou Hagen - gitara basowa (2002)

## Dyskografia

### Albumy
- Mental Circus (2005)
- Off the Hook (2007)
- The Last Day Before the First (2009)

### EP
- Promo EP (2000)
- No 2 (2001)
- You Name It (2003)
- Platitude (2004)
- Sauna Päälle! (2006)

### Single
- Out to Find You (2005)
- One More Time (2005)
- Platitude (2005)
- Bad-Ass Blues (2005)
- Wise Men Don't Cry (2007)

### Teledyski
- Platitude (2005)
- Bad-Ass Blues (2006)
- Wise Men Don't Cry (2007)
- For You To Be Safe (2008)

### DVD
- Live@Nosturi (2007)